# Olijfastrild
De olijfastrild  of groene tijgervink (Amandava formosa) is een redelijk kleine, tot de familie van de prachtvinken (Estrildidae) behorende vogel.

## Kenmerken
De bovenzijde is olijfgroen en hij heeft een donkerbruine staart. De wangen en borst zijn geelgroen, de buik is geel. De flanken zijn lichter dan de borst met donkergroene strepen. Het vrouwtje is praktisch gelijk aan het mannetje. Soms is de buik wat witter-geel. De totale lengte van de olijfastrild is 10 – 11 centimeter.

## Verspreiding en leefgebied
De soort is endemisch in centraal India.

## Verzorging
De verzorging is niet makkelijk. De vogeltjes zijn niet sterk en ze moeten zorgvuldig geacclimatiseerd worden. Ze moeten daarna ook nog gehouden worden bij een temperatuur van ten minste 10 °C. Het zijn zaadeters die ook dagelijks vers groenvoer en insectjes moeten hebben.
Daarbij moet vers drinkwater, grit en maagkiezel altijd ter beschikking staan.